# آندریا کامپاگنولو
آندریا کامپاگنولو (انگلیسی: Andrea Campagnolo؛ زادهٔ ۱۷ ژوئن ۱۹۷۸) بازیکن فوتبال اهل ایتالیا است.
از باشگاه‌هایی که در آن بازی کرده‌است می‌توان به باشگاه فوتبال رجینا، باشگاه فوتبال آسکولی، باشگاه فوتبال آ.اس. رم، باشگاه فوتبال چیتادلا، باشگاه فوتبال روبور سیه‌نا، باشگاه فوتبال کالیاری، باشگاه فوتبال کاتانیا، باشگاه فوتبال تریستیانا، باشگاه فوتبال چزنا، باشگاه فوتبال جنوآ، و باشگاه فوتبال ویچنزا اشاره کرد.